# NGC 5292
NGC 5292 é uma galáxia espiral (Sab) localizada na direcção da constelação de Centaurus. Possui uma declinação de -30° 56' 22" e uma ascensão recta de 13 horas, 47 minutos e 40,0 segundos.
A galáxia NGC 5292 foi descoberta em 30 de Março de 1835 por John Herschel.